# James Hasty
James Edward Hasty (Seattle, 23 maggio 1965) è un ex giocatore di football americano statunitense che ha militato nel ruolo di cornerback nella National Football League.

## Carriera
Hasty fu scelto nel corso del terzo giro (74º assoluto) del Draft NFL 1988 dai New York Jets. Conosciuto per il suo stile di marcatura aggressivo, vi giocò per sette stagioni fino al 1994, facendo registrare per tre volte l'allora primato personale di 5 intercetti. Nel 1995 passò ai Kansas City Chiefs dove in coppia con Dale Carter formò una delle migliori coppie di cornerback della lega. Nel 1997 fece registrare 3 intercetti e 2 sack, venendo convocato per il suo primo Pro Bowl e inserito nel Second-team All-Pro dall'Associated Press. Due anni dopo guidò la NFL in intercetti con un primato in carriera di 7, di cui 2 ritornati in touchdown, venendo convocato per il secondo Pro Bowl. Chiuse la carriera nel 2001 disputando una partita con gli Oakland Raiders.

## Palmarès
- Convocazioni al Pro Bowl: 2

1997, 1999
- Second-team All-Pro: 1

1997
- Leader della NFL in intercetti: 1

1999
- PFWA All-Rookie Team - 1988
- Formazione ideale del 40º anniversario dei New York Jets